# Adriana Marmolejo
Adriana Rebeca Marmolejo Vargas (Città del Messico, 5 marzo 1982) è una nuotatrice messicana.
Ha partecipato ai Giochi di Sydney 2000, Atene 2004 e di Pechino 2008, gareggiando nei 100m rana e 200m rana.
Ha vinto 1 bronzo ai Giochi Panamericani del 2003.
È la figlia dell'anch'esso nuotatore olimpico Ricardo Marmolejo.